# Nawang Pelzang
Nawang Pelzang, född 15 juli 1951, är en bhutanesisk bågskytt. Han deltog vid olympiska sommarspelen 1984.